# Aberdeen (Maryland)
Aberdeen – miasto w hrabstwie Harford w stanie Maryland w Stanach Zjednoczonych. Według spisu ludności w roku 2000 miasto liczyło 13 842 mieszkańców.
Do atrakcji turystycznych miasta należy muzeum uzbrojenia armii amerykańskiej, które znajduje się na terenie Aberdeen Proving Ground, najstarszego poligonu wojskowego w Stanach Zjednoczonych.